# Tunstallops xanthofemur
Tunstallops xanthofemur är en insektsart som beskrevs av Nicholas David Jago 1984. Tunstallops xanthofemur ingår i släktet Tunstallops och familjen gräshoppor. Inga underarter finns listade i Catalogue of Life.